# ウミタケガイモドキ目
ウミタケガイモドキ目（ウミタケガイモドキもく）は二枚貝綱異歯亜綱の分類項。異靭帯類の分類の一つ。二枚の貝は同一の大きさであり、蝶番は自然に開くようにできている。したがって貝柱は殻を閉じるために使われており、蝶番の際で厚くなっている。外套膜の縁は合わさっており、蝶番の歯は一つである。

## 科
- ハマユウガイ科 Clavagellidae
- キクザルダマシ科 Cleidothaeridae
- シャクシガイ科 Cuspidariidae
- ソトオリガイ科 Laternulidae
- サザナミガイ科 Lyonsiidae
- ミツカドカタビラガイ科 Myochamidae
- ネリガイ科 Pandoridae
- リュウグウハゴロモガイ科 Periplomatidae
- ウミタケガイモドキ科 Pholadomyidae
- スナメガイ科 Poromyidae
- スエモノガイ科 Thraciidae
- オトヒメゴコロガイ科 Verticordiidae